# Chronique des Radziwiłł
 (août 2022).

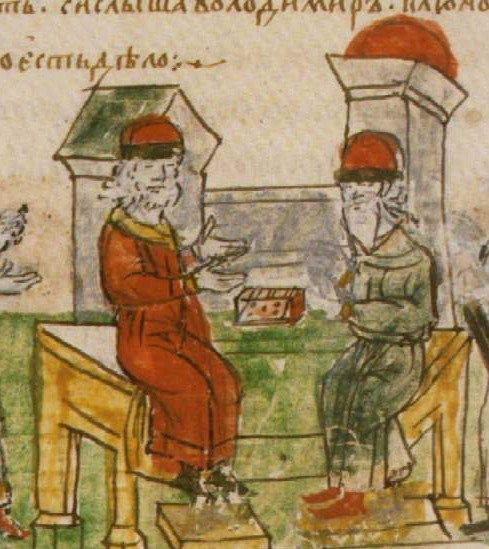
Vladimir le Grand s’entretient de la foi avec un érudit byzantin.

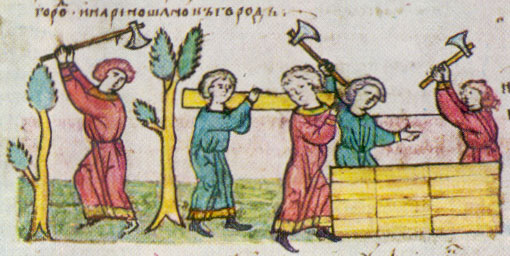
Construction d'une maison.

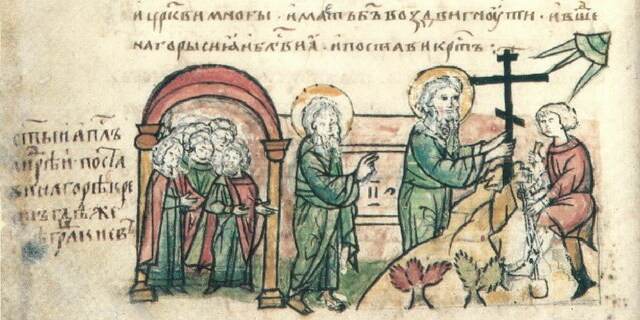
L’apôtre André prédit la fondation de Kiev.

La Chronique des Radziwiłł est une œuvre littéraire russe du début du XIIIe siècle. Son contenu nous est parvenu grâce à deux manuscrits du XVe siècle.

## Contenu
La Chronique des Radziwiłł traite de l'histoire de la Rus' de Kiev depuis le Ve siècle jusqu'au XIIIe siècle. Elle emprunte en cela à la Chronique de Nestor et la prolonge pour les années 1116 à 1206.

## Le Manuscrit des Radziwiłł
La Chronique nous est parvenue grâce au Manuscrit des Radziwiłł (ou Manuscrit de Kœnigsberg), daté du XVe siècle.
Ce manuscrit comporte 617 superbes enluminures, qui fournissent d’intéressants détails sur le quotidien dans la Rus' de Kiev, et s'inspirent certainement de modèles du XIe siècle.
Au XVIIe siècle, ce manuscrit était détenu par Janusz Radziwiłł, hetman de Lituanie. En 1671, ce manuscrit se trouve à Kœnigsberg. On en retrouve la trace à Saint-Pétersbourg pendant la guerre de Sept Ans, et c'est en effet à Saint-Pétersbourg qu'en 1767 paraît la première édition imprimée.
Aujourd'hui, ce manuscrit est conservé à la Bibliothèque de l’Académie des sciences de Russie de Saint-Pétersbourg.
Le Manuscrit de l'Académie religieuse de Moscou (Рукопись Московской Духовной Академии) est une copie du XVe siècle de la Chronique des Radziwiłł, qui prolonge la chronique jusqu'à l’année 1419.